# Розшарований кодобуток
Розшарований кодобуток (також розшарована сума, амальгама) — поняття в теорії категорій, двоїсте поняттю розшарованого добутку. Розшарований кодобуток єкограницею діаграми, що складається із двох морфізмів f: Z → X, g: Z → Y. Він складається з об'єкта P і двох морфізмів X → P  і Y → P, що разом із початковими морфізмами утворюють діаграму, що називається кодекартовим квадратом.

## Означення
Нехай f: Z → X, g: Z → Y — морфізми в категорії C. Розшарованим кодобутком для пари морфізмів ( f, g) називається об'єкт P і морфізми i1 : X → P і i2 : Y → P для яких діаграма нижче є комутативною:
Окрім того P є універсальним серед об'єктів з цією властивістю. А саме, для будь-якого об'єкта Q з морфізмами j1, j2, які доповнюють f, g до комутативного квадрата, існує єдиний морфізм u: P → Q, для якого діаграма нижче є комутативною:
Для розшарованого кодобутку часто використовуються позначення {\displaystyle P=X\sqcup _{Z}Y} або {\displaystyle P=X+_{Z}Y}.
Як і будь-які універсальні конструкції, розшарований кодобуток не обов'язково існує, але якщо існує, то визначений з точністю до ізоморфізму.

## Приклади
- У категорії множин {\displaystyle X\sqcup _{Z}Y} — диз'юнктне об'єднання X і Y, в якому ототожнюються елементи із однаковим прообразом в Z. Більш точно, {\displaystyle X\sqcup _{Z}Y=X\sqcup Y{\big /}\sim ,} де ~ — найменше відношення еквівалентності, таке що i1 ∘ f(z) ~ i2 ∘ g(z).

- Конструкція склеювання просторів є прикладом побудови розшарованого кодобутку в категорії топологічних просторів. Більш детально, якщо Z — підпростір у Y і g: Z→Y — відповідне відображення включення, то можна «склеїти» Y з X по Z, використовуючи «відображення відповідності» f:Z→X. Одержаний в результаті склеєний простір {\displaystyle X\cup _{f}Y} є розшарованим кодобутком X і Y.

- Окремим випадком попереднього прикладу є букет просторів X і Y з виділеними точками, де Z є одноточковим простором. Тоді розшарований кодобуток є рівним {\displaystyle X\vee Y}, простору отриманому ідентифікацією виділених точок просторів X і Y.

- В категорії абелевих груп розшаровані кодобутки можна розглядати як прямий сумі абелевих груп «зі склеюванням». А саме, якщо f і g — гомоморфізми із спільною областю визначення Z, то розшарований кодобуток є факторгрупою прямої суми по підгрупі, породженій всіма елементами виду ( f(z), - g(z)). Приблизно те ж саме можна зробити в категорії модулів.

- У категорії груп розшарований кодобуток називається вільним добутком з амальгамацією.

- У категорії комутативних кілець розшарованим кодобутком кілець A, B і гомоморфізмів f : C → A і g : C → B є тензорний добуток кілець {\displaystyle A\otimes _{C}B} із морфізмами {\displaystyle g':A\rightarrow A\otimes _{C}B} і {\displaystyle f':B\rightarrow A\otimes _{C}B} для яких {\displaystyle f'\circ g=g'\circ f}.

## Властивості
- Якщо існує розшарований кодобуток A⊔CB, то існує також розшарований кодобуток B⊔CA і натуральний ізоморфізм A∪CB ≅ B∪CA.
- В абелевій категорії всі кодобутки існують і вони зберігають коядра, а саме якщо (P, i1, i2) є розшарованим кодобутком f : Z → X і g : Z → Y, тоді натуральні перетворення coker(f) → coker(i2) і coker(g) → coker(i1) є ізоморфізмами.
- Існує натуральний ізоморфізм (A⊔CB)⊔B D ≅ A⊔CD. Більш детально: 
  - якщо задано морфізми f : C → A, g : C → B і h : B → D і
  - розшарований кодобуток f і g задано як i : A → P і j : B → P, і
  - розшарований кодобуток j і h задано як  k : P → Q і l : D → Q ,
  - тоді розшарований кодобуток f і hg задано як ki : A → Q і  l : D → Q.

Графічно це означає, що два кодекартові квадрати розташовані поруч, із одним спільним морфізмом, утворюють більший кодекартів квадрат, якщо ігнорувати спільний морфізм.
- Кодобутки є розшарованими кодобутками із початкового об'єкта; ковирівнювач морфізмів f, g : X → Y є розшарованим кодобутком [f, g] і [1X, 1X], тому якщо в категорії є початковий об'єкт і визначені всі розшаровані кодобутки, тоді в ній існують кодобутки і ковирівнювачі.
- Натомість розшарований кодобуток f : Z → X і g : Z → Y можна отримати через кодобутки і ковирівнювачі. Для цього спершу вводиться кодобуток X і Y. Тоді можна розглядати два морфізми із Z у цей кодобуток: морфізм одержаний композицією f і стандартного морфізму з X у кодобуток і морфізм одержаний композицією g і стандартного морфізму з Y у кодобуток. Розшарований кодобуток f і g є рівним ковирівнювачу цих морфізмів.